# 小埃伯斯多夫

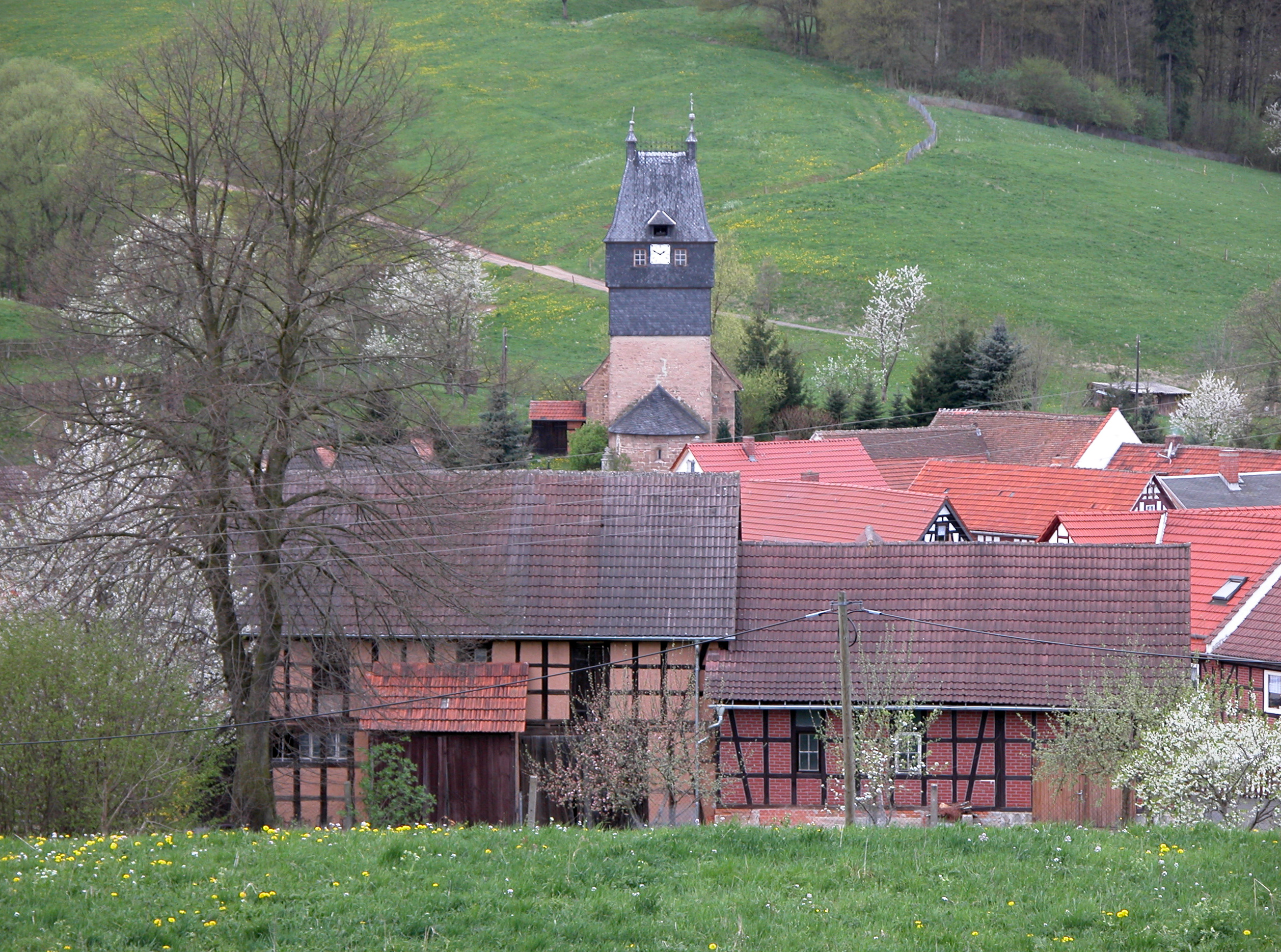

小埃伯斯多夫是德国图林根州的一个市镇。总面积4.01平方公里，总人口181人，其中男性88人，女性93人（2011年12月31日），人口密度45人/平方公里。